# Leucania pinna
Leucania pinna là một loài bướm đêm trong họ Noctuidae.